# Jack Epps Jr.
Jack Epps Jr. (Detroit, 3 novembre 1949) è uno sceneggiatore statunitense.
Lavorò quasi sempre in coppia con lo sceneggiatore Jim Cash.

## Filmografia
- Pigs vs Freaks (1984)
- Top Gun (1986)
- Pericolosamente insieme (1986)
- Il segreto del mio successo (1987)
- Turner e il casinaro (1989)
- Dick Tracy (1990)
- Anaconda (1997)
- I Flintstones in Viva Rock Vegas (2000)
- Anaconda - Alla ricerca dell'orchidea maledetta (2004)